# Ryoji Ikeda
Ryoji Ikeda (japonès: 池田亮司)  (Gifu, 1966) és un artista visual i sonor japonès que actualment viu i treballa a París, França. La música d'Ikeda es preocupa principalment pel so en una varietat d'estats "crus", com els tons sinusoidals i el soroll, que sovint utilitzen freqüències a les vores de l'audició humana. La conclusió del seu àlbum +/- presenta aquest to; d'això, Ikeda diu que "s'utilitza un so d'alta freqüència que l'oient només es fa conscient de la seva desaparició" (del llibret del CD). Rítmicament, la música d’Ikeda és molt imaginativa, explota patrons de ritme i, de vegades, utilitza una varietat de tons i sorolls discrets per crear l’aparició d’una bateria. La seva obra també incorre en el món de la música ambiental; molts temes dels seus àlbums estan preocupats per paisatges sonors que evolucionen lentament, amb poc o cap sentit del pols.

## Biografia
Ryoji Ikeda va néixer a Gifu, prefectura de Gifu, Japó, el 1966.
A més de treballar com a artista en solitari, també ha col·laborat amb, entre d'altres, Carsten Nicolai (amb el nom de "Cyclo") i el col·lectiu d'art Dumb Type. La seva matriu de treball va guanyar el Golden Nica Award el 2001.
El 2004, el TWA Flight Center (ara Terminal 5 de Jetblue) dissenyat per Saarinen, a l’aeroport de JFK, va acollir breument una exposició d’art anomenada Terminal 5 comissariada per Rachel K. Ward i que compta amb l’obra de 18 artistes incloent Ikeda. La mostra va comptar amb la feina, conferències i instal·lacions temporals que s'inspiren en la idea el viatge — i l'arquitectura del terminal. L'espectacle havia de durar de l'1 d'octubre de 2004 al 31 de gener de 2005 — tot i que es va tancar bruscament després que el mateix edifici fos vandalitzat durant la festa d'obertura.
Al maig - juny de 2011 es va exposar al Park Avenue Armory tres dels projectes audiovisuals immersius de l'artista, The Transfinite.
El 2014, Ikeda va rebre el Prix Ars Electronica Collide @ CERN 2014. Com a resultat, va començar la seva residència al CERN el juliol de 2014 fins al 2015, durant el qual va desenvolupar la supersimetria i la micro | macro.
Ikeda va ser un dels artistes, dissenyadors i arquitectes presentats a la mostra col·lectiva Entangle / Physics and the Artistic Imagination (2018-11-16 - 2019-04-07) a Bildmuseet, Universitat Umeå, Suècia.

## Arts visuals
Els projectes d’art visual de Ryoji Ikeda solen representar-se en instal·lacions d’art de museus com el Museum of Contemporary Art Tokyo i el ArtScience Museum de Singapur. Les seves obres d'art són conegudes per l'ús que fan de projectar visualitzacions de dades abrasives, semblants a les estrobel·lades, així com el so en estats "bruts", semblant al que és característic de la seva música. Segons Ikeda, la seva intenció amb les seves obres d'art està "sempre polaritzada pels conceptes de" bell "i" sublim "". La majoria de les seves instal·lacions i projectes artístics estan destinats a estar molt oberts a la interpretació, ja que Ikeda afirma que és per als ulls, les orelles i el cos del públic. Tanmateix, moltes de les seves instal·lacions s’inspiren en conceptes de física de partícules i mecànica quàntica, com ara la supersimetria i la superposició, probablement inspirades en el seu temps durant una residència al CERN, l’Organització Europea per a la Investigació Nuclear.
La carrera d’art visual de Ryoji Ikeda, que va començar el 1998, és molt més llarga que la seva carrera musical, de la qual els seus primers enregistraments no es van publicar fins al 2008. Tot i la distància que van tenir entre les seves carreres en ambdós mitjans, sovint les dues formes s’entrellacen a les seves instal·lacions, sent el so de fons de moltes de les instal·lacions exclusiu de l'exposició o directament d’un àlbum d’Ikeda.
La primera obra d'art visual que se li atribueix és una peça titulada 0 °, com a part d'una instal·lació titulada Data / Lloc que es va mostrar a la ciutat holandesa de Rotterdam el 1998. El 2014, va rebre el Premi Internacional Collide en col·laboració amb Ars Electronica, un guardó que atorga el destinatari amb una residència al CERN, amb la intenció de "donar als artistes l’oportunitat de conèixer el món multidimensional de la física de partícules" segons Arts at Cern. El seu projecte artístic més recent es titula X-Verse, format per les peces Code-verse i Point of No Return. A partir de 2019, el projecte s’ha exposat al Centre Pompidou de París i al Garage Museum of Contemporary Art de Moscou. Ryoji Ikeda ha format part d'una exposició col·lectiva col·laborativa com Artistes i Robots i Experience Traps, però la gran majoria del seu material és en solitari. A partir del 2019, Ryoji Ikeda ha participat en més de quinze diferents projectes artístics en solitari.

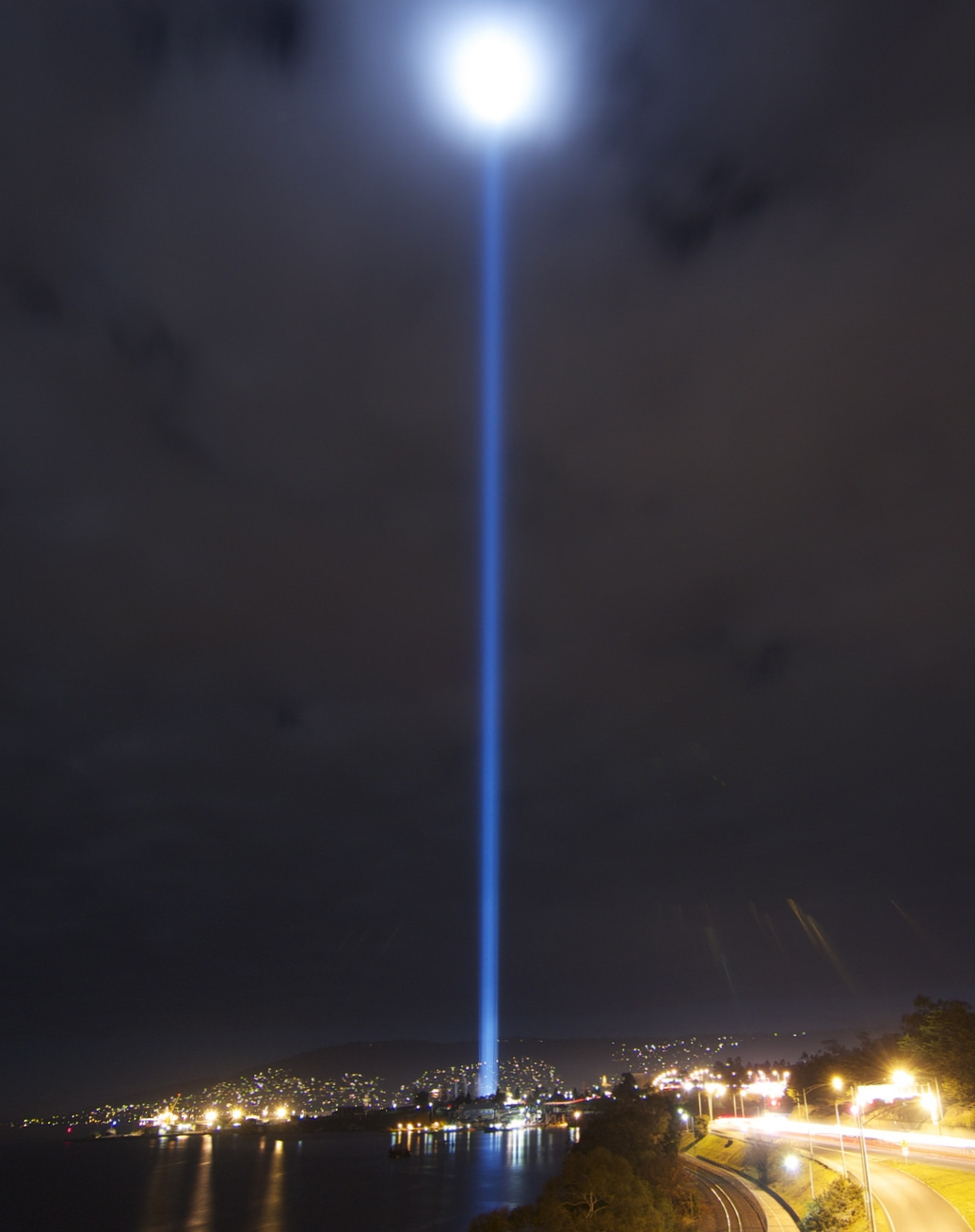
La instal·lació de so i llum d'Ikeda Spectra il·lumina el cel nocturn cada solstici d'hivern al Museum of Old and New Art (MONA) de Hobart, Tasmània, Austràlia

## Discografia

### Enregistraments
- 1000 fragments (cci recordings, 1995 & Raster-Noton, 2008)
- +/- (Touch, 1996)
- time and space (Staalplaat, 1998)
- 0 °C (Touch, 1998)
- Mort Aux Vaches (Mort Aux Vaches,1999 & 2002)
- 99: Variations For Modulated 440 Hz Sinewaves (Raster-Noton, 1999)
- matrix (Touch, 2000)
- . (with Carsten Nicolai as Cyclo.; Raster-Noton, 2001)
- op. (Touch, 2002)
- dataplex (Raster-Noton, 2005)
- test pattern (Raster-Noton, 2008)
- dataphonics (Dis Voir, 2010)
- id (with Carsten Nicolai as Cyclo.; Raster-Noton, 2011)
- supercodex (Raster-Noton, 2013)
- Live at White Cube (with Christian Marclay; The Vinyl Factory, White Cube, 2015)
- The Solar System (The Vinyl Factory, 2015)
- code name: A to Z (The Vinyl Factory, 2017)
- music for percussion (The Vinyl Factory, 2017)
- music for percussion (codex | edition, 2018)

### Com a part del tipus mut
- S/N (Newsic 1995)
- Teji Furuhashi / Dumb Type - 1985-1994 (Foil Records, 1996)
- OR (Foil Records, 1998)
- Memorandum (CCI Recordings, 2000)

### Recopilacions
- Preamble, Silence (Spiral, 1993)
- Radio-Range, Zone 3, Zone 4, Zone 1 & Preamble (For Silence), Document 02 - Sine (Dorobo, 1995)
- Untitled, Statics (cci recordings, 1995)
- Headphonics 1/1, Mesmer Variations (Ash International, 1995)
- Untitled 071295, A Fault in the Nothing (Ash International, 1996)
- What's Wrong, Test No. 1 & Abstructures, Atomic Weight (Iridium, 1996)
- One Minute, Tulpas (Selektion, 1997)
- Headphonics 0/0, Touch Sampler 2 (Touch, 1997)
- Untitled, RRR 500 (RRRecords, 1998)
- Interference, Meme (Meme, 1998)
- Interference 001, Chill Out (Sabotage Recordings, 1998)
- [0(zero)degrees] Installation, Just About Now (V227, 1998)
- Interference 003, Modulation & Transformation 4 (Mille Plateaux, 1999)
- C ::Coda (For T.F.), ONE :SOUND 001: 00:00-50:00 (One Percent, 1999)
- The Great American Broadcast, End ID (Digital Narcis Corporation,. Ltd, 1999)
- Zero Degrees [3], Sonar 99 (So Dens, 1999)
- Zero Degrees [3], Microscopic Sound (Caipirinha Productions, 1999)
- Zero Degrees, Prix Ars Electronica CyberArts 2000 (Ars Electronica Center, 2000)
- Matrix (For An Anechoic Room), Touch 00 (Touch, 2000)
- 0* :: Zero Degrees (1), Sonic Boom: The Art of Sound (Hayward Gallery, 2000)
- Cyclo cycle (as Ikeda), New Forms - Compilation (Raster-Noton, 2000)
- Untitled (For Disney), Disney Age @ D_100 Cafe (Walt Disney Records, 2001)
- ringtone_1 / ringtone_2 & unobtainable, Ringtones (Touch, 2001)
- One Minute, An Anthology Of Noise & Electronic Music / First A-Chronology (Sub Rosa, 2002)
- Spectra II, Frequenzen [Hz] / Frequencies [Hz] (Hatje Cantz, 2002)
- Untitled 020402, KREV X - The Kingdoms of Elgaland-Vargaland, 1992-2002 (Ash International, 2002)
- Abstructures, Ju-Jikan: 10 Hours of Sound From Japan (23five, San Francisco Museum of Modern Art, 2002)
- 0’12’’32 & 0’12’’34, Raster-Noton. Archiv 1 (Wire Magazine, Raster-Noton, 2003)
- Spectra II Edit, Frequencies [Hz] (Raster-Noton, 2003)
- 3’33, Festival Voor Nieuwe Muziek > Happy New Ears 2004 (Happy New Ears, 2004)
- Untitled #25, Touch 25 (Touch, 2006)
- data.vortex, Mind The Gap Volume 62 (Gonzo Circus, 2006)
- 0’12’’32 & 0’12’’34, Notations Archiv 1 (Raster-Noton, 2006)
- Data.Syntax (Uit Dataplex), Festival Voor Nieuwe Muziek > Hapy New Ears 2007 (Gonzo Circus, 2007)
- Headphonics 0/1 (Original Mix), Dissonance Promo (Beatport Promotion, 2008)
- Back In Black, Recovery (Fractured Recordings, 2008)
- Test Pattern 0101, 14 Tracks: Between The Wires (Boomkat, 2010)
- Dataphonics 10 Structure, Qwartz 7 (TRAD>D, 2011)
- Supercodex 20, 14 Tracks: Digital Diaspora (Boomkat, 2014)[12]
- tracks 1993-2011 (codex | edition, 2018)[13]

## Publicacions
- formula [book + DVD] (NTT Publishing, 2002 & Forma, 2005)
- V≠L (Éditions Xavier Barral, 2008)
- +/- [the infinite between 0 and 1] (Esquire Magazine Japan Co. Ltd, 2009)
- dataphonics book+cd (Éditions DIS VOIR, 2010)
- id (with Carsten Nicolai as Cyclo.; gestalten, 2011)
- datamatics book (Charta, 2012)
- Ryoji Ikeda: micro | macro, 2015. Exhibition Catalogue. (ZKM Karlsruhe, NINO Druck, Neustadt/Weinstraße, 2015)
- Ryoji Ikeda | continuum (Éditions Xavier Barral, 2018)

## Exposicions individuals
2002
- db, NTT InterCommunication Center (ICC), Tokyo, JP (comissariat per Minoru Hatanaka)[14]

2007
- data.tron [prototip], De Vleeshal, Middelburg, NL

2008
- datamatics, Yamaguchi Center for Arts and Media (YCAM), JP (a cura de Kazunao Abe)
- espectres, dream amsterdam 2008, Amsterdam, NL
- data.tron, MIC Toi Rerehiko, Media and Interdisciplinary Arts Center, Auckland, Nova Zelanda
- V ≠ L, Le Laboratoire, París, FR (a cura de Caroline Naphegyi)

2009
- data.tron [versió millorada 8K], Ars Electronica Center, Linz, AT
- +/- [l'infinit entre 0 i 1], Museu d'Art Contemporani de Tòquio, JP (a cura de Yuko Hasegawa)[15]
- data.tron / data.scan, Surrey Art Gallery, Vancouver, CA (comissariat per Jordan Strom)[16]
- data.tron, Ikon Gallery, Birmingham, Regne Unit (a cura de Nigel Prince)[17]

2010
- spectra [barcelona], Grec Barcelona Festival i Sonár, Barcelona, ES
- el transcendental, Institut francès Alliance Française, Nova York, EUA[18]
- Ryoji Ikeda, Galeria Koyanagi, Tòquio, JP
- patró de prova [nº3], Théâtre de Gennevilliers, FR

2011
- el transfinit, Park Avenue Armory, Nova York, EUA (comissariat per Kristy Edmunds)[19]
- datamatics, Museo de Arte, Universidad Nacional de Colombia, Bogotá, CO (a cura de Maria Belen Saez de Ibarra)

2012
- db, Hamburger Bahnhof, Berlín, DE (a cura de Ingrid Buschmann i Gabriele Knapstein)
- datamatics, LABoral Centro de Arte y Creación Industrial, Gijón, ES (a cura de Benjamin Weil)
- data.anatomy [civic], KRAFTWERK, Berlin, DE
- Ryoji Ikeda, DHC / ART, Montréal, CA (a cura de John Zeppetelli)[20]

2013
- data.scan [nº1-9], Biennal MU i STRP, Eindhoven, NL[21]
- patró de prova [nº4], FRAC Franche-Comté, Besançon, FR[22]
- patró de prova [nº5], Carriageworks / ISEA2013 / VividSydney, Sydney, AU[23]
- data.tron [versió 3 SXGA +], Wood Street Galleries, Pittsburgh, EUA[24]
- data.path, Espacio Fundación Telefónica, Madrid, ES[25]
- sistemàtica, Galeria Koyanagi, Tòquio, JP

2014
- supersimetria, Yamaguchi Center for Arts and Media (YCAM), Yamaguchi, JP[26]
- C⁴I [versió de projecció], Musée d'art contemporain de Montréal, CA[27]
- supersimetria, le lieu unique, Nantes, FR
- patró de prova [ Times Square ], Times Square, Nova York, EUA[28]
- Ryoji Ikeda, Salon 94, Nova York, EUA[29]
- patró de proves [nº6], Red Bull Music Academy - Spiral Hall, Tòquio, JP[30]
- Ryoji Ikeda, House of Electronic Arts Basel (HeK), CH[31]

2015
- data.tron / data.scan, SCAD Museum of Art, Savannah, EUA[32]
- supersimetria, The Vinyl Factory, Londres, Regne Unit[33]
- micro | macro, ZKM, Karlsruhe, DE[34]
- datamatics, Espai d'art contemporani de Castelló, ES[35]
- supersimetria, KUMU Art Museum, Tallinn, EE[36]

2016
- data.matrix [nº1-10], Wood Street Galleries, Pittsburgh, EUA
- data.scape, ICC Sydney, Sydney, UA

2017
2018
- Ryoji Ikeda | continu, Centre Pompidou, París, FR[37]
- micro | macro, Carriageworks, Sydney, UA[38]
- Ryoji Ikeda: codi-vers, Garage Museum of Contemporary Art, Moscou, RU
- Ryoji Ikeda, Eye Filmmuseum, Amsterdam, NL[39]